# Soka (Japan)
Soka (Japans: 草加市, Sōka-shi) is een stad in de prefectuur  Saitama, Japan. In 2013 telde de stad 244.744 inwoners. Soka maakt deel uit van de metropool Groot-Tokio.

## Geschiedenis
De stad werd op 1 november 1958 gesticht. Op 1 april 2004 verkreeg Soka het statuut van speciale stad.

## Partnersteden
- Carson, Verenigde Staten sinds 1979
- Showa, Japan sinds 1985
- Anyang, China sinds 1998

Steden:
Ageo · Asaka · Chichibu · Fujimi · Fujimino · Fukaya · Gyoda · Hanno · Hanyu · Hasuda · Hidaka · Higashimatsuyama · Honjo · Iruma · Kasukabe · Kawagoe · Kawaguchi · Kazo · Kitamoto · Koshigaya · Konosu · Kuki · Kumagaya · Misato · Niiza · Okegawa · Saitama (hoofdstad) · Sakado · Satte · Sayama · Shiki · Shiraoka · Soka · Toda · Tokorozawa · Tsurugashima · Wako · Warabi · Yashio · Yoshikawa

Districten:
Chichibu · Hiki · Iruma · Kitaadachi · Kitakatsushika · Kodama · Minamisaitama · Osato
Gemeenten per district
Akashi · Atsugi · Chigasaki · Fuji · Fukui · Hachinohe · Hirakata · Hiratsuka · Ibaraki · Ichinomiya · Isesaki · Joetsu · Kakogawa · Kasugai · Kasukabe · Kawaguchi · Kishiwada · Kofu · Koshigaya · Kumagaya · Kure · Matsue · Matsumoto · Mito · Nagaoka · Neyagawa · Numazu · Odawara · Ōta · Sasebo · Sōka · Suita · Takarazuka · Tokorozawa · Tottori · Tsukuba · Yamagata · Yamato · Yao · Yokkaichi